# ألين شيرر
ألين شيرر (بالإنجليزية: Allen Shearer)‏ هو مغني وملحن أمريكي، ولد في 5 أكتوبر 1943.

## وصلات خارجية
- ألين شيرر على موقع ميوزك برينز (الإنجليزية)
- ألين شيرر على موقع ديسكوغز (الإنجليزية)